# Далер Кузјајев
Далер Адјамович Кузјајев (рус. Далер Адьямович Кузяев, тат. Дәлир Хуҗаев; Набережније Челни, 15. јануар 1993) професионални је руски фудбалер који игра у средини терена на позицијима дессног и централног везног. Члан је фудбалског клуба Авр и репрезентативац Русије.
По образовању је магистар економије, а магистратуру је окончао током 2017. на Економском факултету у Санкт Петербургу. 

## Клупска каријера
Кузјајев је рођен у фудбалској породици, његов деда и отац су својевремено играли фудбал у клубовима у Таџикистану, док се професионално фудбалом бавио и његов старији брат Руслан. 
Фудбал је почео да тренира као петогодишњи дечак у клубу Газовик из Оренбурга где је његов отац Адјам Кузјајев радио као тренер. Касније прелази у Санкт Петербург где наставља са тренинзима у академији фудбалског клуба Зенит. Професионалну каријеру започиње током 2012. када постаје играч трећелигаша Карелије из Петрозаводска у којој је као тренер радио његов отац. Након солидне дебитантске сезоне у екипи из Петрозаводска, прелази у редове друголигаша Нефтехимика за који је током сезоне 2013/14. одиграо тек 15 утакмица. 
У зиму 2014. потписује уговор са премијерлигашем Тереком из Грозног за који је дебитовао у последњој утакмици сезоне 2013/14. против казањског Рубина. У Тереку је провео наредне три сезоне играјући као стандардни првотимац, а потом у јуну 2017. потписује трогодишњи уговор са једним од најбољих руских клубова, Зенитом из Санкт Петербурга.
Прву утакмицу у дресу Зенита одиграо је 16. јула 2017. против екипа СКА Хабаровска, у утакмицу је ушао као замена на полувремену, а свега седам инута касније постигао је и свој први професионални гол у најјачој лиги Русије. Током прве сезоне у дресу Зенита одиграо је укупно 33 утакмице и постигао 7 голова (од тога 9 утакмица и један погодак у европским такмичењима). 

## Репрезентативна каријера
Кузјајев је у лето 2017. добио позив од челника Фудбалског савеза Таџикистана који су му понудили да наступа за тамошњу репрезентацију, уз образложење да су његови родитељи рођени у тој земљи. Међутим Кузјајев је одбио понуду и изразио интересовање за наступ у дресу репрезентације Русије. 
Дебитантски наступ у дресу репрезентације Русије забележио је 7. октобра 2017. у пријатељској утакмици против Јужне Кореје која је завршена победом руског тима резултатом 4:2. За национални тим је играо и у наредних неколико контролних утакмица, да би га потом селектор Станислав Черчесов уврстио на коначни списак играча за Светско првенство 2018. чији домаћин је управо Русија.